# Nicolas Faustyn Radziwiłł
Mikołaj Faustyn Radziwiłł (21 mai 1688–2 février 1746) (en lituanien: Mikalojus Faustinas Radvila, en polonais: Mikołaj Faustyn Radziwiłł), fils de Dominik Mikołaj Radziwiłł et de Anna Marianna Połubienska, staroste de Navahroudak (1729-1740), grand porte-épée de Lituanie (1710)

## Mariage et descendance
Le 4 décembre 1710, il épouse Barbara Franciszka Zawisza-Kieżgajłło (1690-1746), qui lui donna quinze enfants :
- Udalryk Krzysztof Radziwiłł
- Teresa Barbara
- Albert (1717-1790)
- Maria Gertrude
- Jerzy (1721-1754)
- Stanisław (1722-1787)
- Anna Augustyna
- Brigita Petronele
- Franciszka
- Ulrica
- Krzysztof
- Feliks
- Karol
- Dominik

## Crédit
- (pl) Cet article est partiellement ou en totalité issu de l’article de Wikipédia en polonais intitulé « Mikołaj Faustyn Radziwiłł » (voir la liste des auteurs).